# Heliodoro Castaño Pedrosa
Heliodoro Castaño Pedrosa (Alcazarquivir, protectorado español de Marruecos, 5 de abril de 1933-Valencia, 25 de septiembre de 2019) fue un futbolista español. Jugaba de delantero. Su contribución fue decisiva para que el Real Madrid consiguiera su primera Copa de Europa.

## Carrera deportiva
Comenzó su carrera en Larache en el protectorado español de Marruecos, donde jugó en la Tercera División. Desde África se trasladó a la península, al ser fichado por el Mestalla, filial del Valencia C.F. De nuevo en África, jugó en Tánger con la Unión Deportiva España, donde fue el máximo goleador de Segunda División en la temporada 1954-55.
Con semejante éxito, no fue difícil que le fichara el Real Madrid, donde permaneció dos años (1955-1956). Con el equipo blanco ganó la primera Copa de Europa. En esa competición marcó dos goles al Partizán de Belgrado.
En ese año se fue al Real Jaén, en donde estuvo hasta 1957. En 1958 se fue al Real Betis. Se mantuvo en ese club hasta 1962. En ese año se fue al Córdoba CF, club donde se retiró en 1963.

## Clubes
| Club        | País   | Año       |
| ----------- | ------ | --------- |
| Real Madrid | España | 1955-1956 |
| Real Jaén   | España | 1956-1957 |
| Real Betis  | España | 1958-1962 |
| Córdoba CF  | España | 1962-1963 |